# Esperantido
Esperantido é o termo usado no esperanto e na comunidade de línguas artificiais para descrever um projeto de idioma baseada ou inspirada em Esperanto. Esperantido originalmente referia-se à língua Ido , que mais tarde veio a ser conhecida como Ido . A palavra Esperantido é derivado da junção de Esperanto, mais o sufixo -ido (descendente). Assim, "Esperantido" significa literalmente "um descendente do Esperanto".
O primeiro Esperantido conhecido foi o Mundolinco, proposta  por J. Braakman (ou Braakmann) em Noordwijk, Países Baixos, por volta de 1888. O termo foi criado por Claus J. Günkel.

## Comparação entre o Esperanto, Ido,Esperant'eArcaicam Esperantom
Comparação entre o Esperanto original e seus derivados: Ido, Esperant’ e Arcaicam Esperantom, com a reza católica Pai Nosso
|  | Esperanto |  | Arcaicam Esperantom |
|  | --- |  | --- |
|  | Patro nia, kiu estas en la ĉielo, sanktigata estu via nomo. Venu via regno, fariĝu via volo, kiel en la ĉielo, tiel ankaŭ sur la tero. Nian panon ĉiutagan donu al ni hodiaŭ. Kaj pardonu al ni niajn ŝuldojn, kiel ankaŭ ni pardonas al niaj ŝuldantoj. Kaj ne konduku nin en tenton, sed liberigu nin de la malbono. |  | Patrom nosam, cuyu estu in Chielom, Estu sanctigitam Tuam Nomom. Wenu Tuam Regnom, Plenumizzu Tuam Wolom, Cuyel in Chielom, ityel anquez sobrez Terom. Nosid donu hodiez Panon nosan cheyutagan, Ed nosid pardonu nosayn Pecoyn, Cuyel anquez nos ityuyd cuyuy contrez nos pecait pardonaims. Ed nosin ned conducu in Tenton, Sed nosin liberigu ex Malbonom. |
|  | Ido |  | Esperant’ |
|  | Patro nia, qua esas en la cielo, tua nomo santigesez; tua regno advenez; tua volo facesez quale en la cielo tale anke sur la tero. Donez a ni cadie l'omnidiala pano, e pardonez a ni nia ofensi, quale anke ni pardonas a nia ofensanti, e ne duktez ni aden la tento, ma liberigez ni del malajo.                    |  | Nipatr’, kies est’ ĉielas, iĝu via nom’ sankt’. Viu la regnalven’. Iĝu via la volfar’, kielas en la ĉiel’, tiel ankaŭu surtere. Hodiaŭu ĉiutagpandon’ nin. Kaju la pardon’ al niofend’, kiel ankaŭas nipardon’ al ofendintar’ nia. Kaju nea nia konduk’ entent’, sedu nia la liberig’ de l’ malbon’.                                                          |